# Александрийский кодекс
Александрийский кодекс (греч. Αλεξανδρινός Κώδικας, лат. Codex Alexandrinus; условное обозначение: А или 02) — одна из древнейших унциальных рукописей Библии на греческом языке, датируемая V веком. Наряду с другими древнейшими рукописями Александрийский кодекс используется текстологами для конструктивной или сводной критики в целях восстановления первоначального греческого текста Библии.

## Состав рукописи
Исходно кодекс содержал полный греческий текст Ветхого (Септуагинта) и Нового Заветов и Первое и Второе послания св. Климента Римского. Частично сохранившийся лист с содержанием кодекса указывает, что в него также входили апокрифические Псалмы Соломона.
Сохранившиеся 630 страниц Ветхого Завета были записаны, вероятно, двумя писцами; 143 страницы Нового Завета — тремя писцами. Формат кодекса — 32 х 26 см. Кодекс написан на веллуме. Текст на листах расположен в две колонки, по 49 — 52 строки в каждой.
На полях Евангелий даны разбиение Аммония и номера канонов Евсевия, хотя сами таблицы Евсевия не сохранились.
Новозаветный текст кодекса считается представителем александрийского типа текста (к которому принадлежат и Синайский и Ватиканский кодексы), за исключением текста Евангелий, по-видимому переписанного с другой рукописи и являющегося древнейшим представителем византийского типа.
Текст рукописи отнесен к I категории Аланда (III категория в Евангелиях).
- Страница 41v содержит конец Евангелия от Луки с декоративным концом, находящимся в конце каждой книги Александрийского кодекса
- Конец Деяний Апостолов и начало Послания Иакова

## Особенности рукописи

### Лакуны
Повреждён или частично утрачен текст следующих книг:
- Утрачено: 1-я книга Царств 12:18-14:9 (1 лист); Псалтирь 49:19-79:10 (9 листов); Евангелие от Матфея 1:1-25:6 (26 листов); Евангелие от Иоанна 6:50-8:52 (2 листа); 2-е послание к Коринфянам 4:13-12:6 (3 листа); также утрачены последние листы кодекса, поэтому находящееся в конце 2-е послание Климента обрывается на 12:5a[3]
- Повреждено: Бытие 14:14-17, 15:1-5, 15:16-19, 16:6-9 (утрачена нижняя часть листа); Бытие 1:20-25, 1:29-2:3, Левит 8:6,7,16; Сирах 50:21f, 51:5; 1-е послание Климента 57:7-63[6].

### Разночтения
- В Книге Бытия 5,25 (русский синодальный перевод: «Мафусал жил сто восемьдесят семь лет и родил Ламеха») имеет вариант ΚΑΙ ΕΖΗΣΕΝ ΜΑΘΟΥΣΑΛΑ ΕΚΑΤΟΝ ΚΑΙ ΟΓΔΟΗΚΟΝΤΑ (восемьдесят) ΕΠΤΑ ΕΤΗ, Ватиканский кодекс имеет ΚΑΙ ΕΖΗΣΕΝ ΜΑΘΟΥΣΑΛΑ ΕΚΑΤΟΝ ΚΑΙ ΕΞΗΚΟΝΤΑ (шестьдесят) ΕΠΤΑ ΕΤΗ.
- В Книге Судей 18,30 имеет вариант ΥΙΟΥ ΜΩΥΣΗ (сына Моисея), Ватиканский кодекс имеет ΥΙΟΣ ΜΑΝΑΣΣΗ (сын Манассии)[7].
- В Евангелии от Иоанна 4,6 имеет уникальный вариант ωρα ην ως εκτη (около шестого часа), вместо ωρα ην ως δεκατη (около десятого часа), как имеется во всех остальных манускриптах[8].
- Послание к Римлянам 2,5 — αποκαλυψεως ] ανταποδοσεως[9].
- Послание к Евреям 13,21 παντι αγαθω ] παντι εργω και λογω αγαθω[10].

## История рукописи
Кирилл Лукарис, патриарх Александрии (Египет), был страстным собирателем книг. Когда в 1621 году он стал патриархом в Константинополе, он взял Александрийский кодекс с собой в Турцию. При тогдашних волнениях на Ближнем Востоке и ввиду возможного уничтожения рукописи, если бы она попалась в руки мусульманам, Лукарис нашёл, что она будет в лучшей сохранности в Англии. Поэтому он преподнёс её в 1624 году английскому послу в Турции как подарок королю Якову I. Король умер до того, как ему смогли вручить рукопись. Поэтому она была вместо этого вручена три года позднее его наследнику Карлу I. Впоследствии кодекс был помещён в Британский музей.
В 1786 году Карл Годфри Уойд опубликовал текст Нового Завета.
Фоторепродуцированное издание кодекса было осуществлено в 1879—1883 гг. по инициативе Британского музея. За осуществление проекта отвечал Эдвард Томпсон.
Β 1909 г. Фредерик Кеньон выпустил сокращённое факсимильное издание Нового Завета и отдельных частей Ветхого Завета.